# La Unión (Copán)
La Unión (uit het Spaans: "De eenheid") is een gemeente (gemeentecode 0412) in het departement Copán in Honduras.
Men gelooft dat de eerste bewoners uit Sensentí kwamen. Zij waren op zoek naar landbouwgrond. La Unión was een dorp van de gemeente Cucuyagua tot het in 1895 zelfstandig werd. De hoofdplaats ligt aan de rivier Higuito.

## Bevolking
De bevolking is als volgt verdeeld:
| Vrouwen | 8036 | 48,8% |
| Mannen  | 8427 | 51,2% |

## Dorpen
De gemeente bestaat uit negen dorpen (aldea), waarvan de grootste qua inwoneraantal: La Unión (code 041201), Azacualpa (041202), El Trigo (041205) en Santa Cruz (041209).